# Vampirismus
Der Vampirismus (von „Vampir“ ‚blutsaugendes Gespenst‘) bezeichnet grundsätzlich eine Affinität zum Blutsaugen – in Literatur und Historie meist wörtlich gemeint, aber auch im übertragenen Sinne zu verstehen: als das Gewinnen von (meist überirdischer) Stärke durch das Absaugen fremder Energien. Es gibt auch Begriffe wie emotionalen oder politischen Vampirismus (ein oft genanntes Beispiel hierfür: das „Ausblutenlassen“ der Besatzungsgebiete zur Kolonialzeit).

## Mythologie
Auch wenn der Mythos des Vampirs, der die Menschen seit Tausenden von Jahren beschäftigt, bei den meisten Horror hervorruft (und sich dadurch auch gut verkaufen lässt), tragen sehr menschliche Bedürfnisse und Gelüste zu seiner Faszination bei: Geben und Nehmen (der Vampir nimmt seinem Opfer Blut und schenkt ihm dafür – zumindest in vielen Adaptionen des Stoffes – eine gewisse masochistische Lust), Sterben und Gebären (das Opfer des Vampirs verliert infolge des Bisses sein sterbliches Leben und ersteht als Untoter wieder auf), Eros und Thanatos (Liebe und Tod, eine Synthese von großer Tragik und Dramatik, die auch das ewige Dilemma des Untoten beschreibt, der mit einer erotischen Begegnung – als die der Biss oder Kuss des Vampirs durchaus verstanden werden kann – unweigerlich den Tod bringt).
Die Geschichte dieser Mythologie reicht zurück bis zum Beginn des Alten Testaments: die erste 'Untote' der Geschichte, schriftlich in der Kabbala (das heißt, in Schriften zur gleichnamigen jüdischen Geheimlehre) benannt, ist Lilith, Adams erste Frau. Nach ihrer Vertreibung aus dem Paradies (sie war Adam ungehorsam gewesen) suchte sie als 'Nachtgeist' die junge Menschengemeinde heim und stahl kleine Kinder.
Seither ist der Vampir nahezu allgegenwärtig: Im alten Transsilvanien, das oft als Ursprungsland der Vampirsaga genannt wird, gehört der Glaube an Wiedergänger (Untote) und Nachzehrer (Tote, die auferstehen, um von den Lebenden zu zehren) seit Jahrhunderten zur Volkskultur. Auch in Deutschland kannte man den Mythos der Wiedergänger, er floss mit in die Massenhysterie zur Zeit der Hexenverfolgungen ein. Wie oben erwähnt, dient Vampirismus auch oft als Gleichnis für ungleiche Beziehungen im zwischenmenschlichen und vor allem politischen Bereich. In der Unterhaltungsindustrie ist der Vampir ein 'Dauerbrenner': Niemand verkörpert die Tragik von Lieben und Sterben, die Verbindung von sex and crime so echt wie die erotische, machtvolle Figur (oft dargestellt von schönen jungen Frauen oder charismatischen Männern), die nur der Tod ihrer Opfer am Leben erhält. Die Faszination des Vampirs basiert auf Sex-Appeal und Macht.
Manche Menschen ahmen das Verhalten dieses Fabelwesens nach und praktizieren das Trinken von Blut, allerdings meist einvernehmlich (siehe Eintrag weiter unten).

## Sexuelle Komponente
Einige Anhänger des Vampirismus beziehen sexuelle Lust aus Bissen im Nackenbereich und eventuell dem Trinken kleiner Tropfen Blut. Dies kann, muss aber nicht, mit als erotisch empfundener Vampir-Ästhetik verbunden sein.
Vampirismus im sexuellen Bereich gilt als seltene Paraphilie mit Nähe zum Sadismus. Häufig wird Vampirismus als Form des sexuellen Fetischismus bezeichnet, dies ist jedoch im Allgemeinen nicht korrekt: Nur wenn das Blut alleine und nicht vorrangig das Beißen und Aussaugen sexuelle Erregung auslöst, ist die Einordnung als Fetisch gerechtfertigt. In der Vampir-Szene zeigt sich Fetischismus jedoch eher als Materialfetischismus (Lederbekleidung u. ä.). Hier kann es auch zu Verwechslungen kommen, denn in vampiristischen Szenen ist oft auch Fetischismus im ursprünglichen, nicht-sexuellen Sinne verbreitet.
Mark Benecke zitiert dazu aus dem Diagnostischen und Statistischen Handbuch Psychischer Störungen – Band IV, dass Hämatophilie (wörtlich „Blutliebe“; von griechisch haemato = ‚Blut‘ und philia = ‚Liebe‘), eine Krankheit sei, bei der der Betroffene sich zu Blut hingezogen fühlt, diese seien: „Über einen Zeitraum von mindestens sechs Monaten wiederkehrende intensive sexuell erregende Phantasien, sexuell dranghafte  Bedürfnisse oder Verhaltensweisen, die sich (in diesem Fall) auf Blut beziehen.“ Jedoch weist er auf eine für ihn wichtige Einschränkung hin, die das DSM-IV macht: „Die Person hat auf diese sexuell dranghaften Phantasien oder Bedürfnisse mit einer nicht einwilligungsfähigen oder -willigen Person gehandelt, oder die Phantasien, sexuell dranghaften Bedürfnisse oder Verhaltensweisen verursachen in klinisch bedeutsamer Weise Leiden oder Beeinträchtigungen in sozialen, beruflichen oder anderen wichtigen Funktionsbereichen.“